# Brandon Jenner
Brandon Thompson Jenner (Los Ángeles, California; 4 de junio de 1981) es un músico, personalidad de televisión, socialité y modelo estadounidense.

## Vida personal
Jenner nació en Los Ángeles, California, hijo de la personalidad de televisión y campeón olímpico retirado, Bruce Jenner, ahora Caitlyn Jenner y de la actriz Linda Thompson. Es medio-hermano de Burton "Burt" y Cassandra "Casey" Jenner debido al matrimonio de Caitlyn con Chrystie Crownover. Jenner tiene un hermano menor, Brody, quien también es una personalidad de televisión. 
Después del divorcio de sus padres, su madre Caitlyn Jenner (antes Bruce Jenner), se casó con Kris Kardashian, la exesposa del abogado Robert Kardashian. Debido a esto, Jenner se convirtió en hermanastro de Kourtney, Kim, Khloé, y Rob Kardashian. Kris dio a luz a sus medio-hermanas, Kendall y Kylie Jenner.
Su madre también se casó con David Foster. En 2005, Thompson, Foster, y los hermanos Jenner, junto a su amigo Spencer Pratt protagonizaron la serie de telerrealidad The Princes of Malibu. Sin embargo, la serie fue cancelada a raíz del divorcio de su madre y Foster.
Brandon y su exmujer Leah Elizabeth Felder, con la que se casó en mayo de 2012 en Hawái y con la que tiene una hija, Eva James Jenner, nacida en julio de 2015, se conocen desde la escuela y desde entonces empezaron a tocar música. El 10 de septiembre de 2018, Brandon y Leah anunciaron su separación.
El 6 de agosto de 2019 anunció que estaba esperando gemelos con su actual pareja, Cayley Stoker. En enero de 2020 la pareja se casó y en febrero de 2020 su mujer dio a luz a dos varones, llamados Bo Thompson Jenner y Sam Stoker Jenner.

## Carrera
La música de su banda, llamada Brandon & Leah se ha descrito como indie pop, hip-hop, reggae, y electro-pop-soul.
El grupo recibió reconocimiento cuando su canción, "Showstopper" se convirtió en el tema principal de la serie Kourtney and Kim Take Miami en E! Entertainment, en la que Jenner hizo apariciones. Brandon and Leah tenían un contrato con Warner Bros. Records, pero pronto optaron por lanzar música por su propia cuenta.
Junto con Tony Berg, produjeron el álbum debut, Cronies, lanzado el 9 de abril de 2013. Consiguió la posición #82 en el Billboard 200, #16 en la lista de Billboard Independent, y #24 en la lista de Billboard Digital Albums. Lanzaron su segundo sencillo, Together, en octubre de 2014.
Previamente habían formado una banda llamada Big Dume.